# 葉惠鈞
葉惠鈞（1862年或1863年—1932年7月15日）初名增铭，今上海市浦东新区高行镇人。中国民主革命家，清朝及中华民国商人。

## 生平

### 早年生涯
葉惠鈞幼年在家乡的私塾学习。14岁赴上海南市学习豆米业（即今粮食业）。后来，他在上海开办大隆杂粮号。清朝光绪三十一年（1905年），清廷预备立宪，葉惠鈞参加上海地方自治活动，和沈缦云、李平书、于右任等人结识。宣统三年（1911年），葉惠鈞参加中国同盟会。1911年3月，葉惠鈞和沈缦云、李平书等人发起成立全国商团公会，葉惠鈞当选为副会长。同年6月，葉惠鈞当选为南市商团公会副会长，并且担任中国国民总会坐办。

### 光复上海
1911年10月24日，宋教仁、陈其美、范鸿仙、叶惠钧、叶楚伧、沈缦云等人在《民立报》开会研究光复上海事宜。会议认为中国同盟会中部总会在上海缺乏军事力量，所以争取上海的商团参加起义，是起义成功的关键。会议乃决定以“联络商团，沟通士绅”为中心工作，派沈缦云、叶惠钧、王一亭与自治公所总董、商团公会会长李平书沟通。沈缦云、叶惠钧、王一亭都是自治公所议员，和李平书交情很深。叶惠钧是商团公会副会长，和李平书是浦东高桥的同乡，关系更深。沈缦云、叶惠钧、王一亭向李平书宣传了孙中山的革命理念与武昌起义后的形势，提议商团公会应当和中国同盟会中部总会沟通。李平书随即与自治公所议长沈信卿、副议长吴畹九、驻董莫子经进行秘密商议，他们均认为“世界潮流，全国趋势，非可抗拒，宜专以地方自治为重”。此后，李平书通过叶惠钧等人约请陈其美在成都路贞吉里寓所会面。
此前，中国同盟会举行武装起义，多依靠新军及帮会。为拉拢帮会势力，陈其美加入青帮，成为上海青帮老大之一。李平书素来对帮会人物有防备，不愿将商团交给中国同盟会使用。初次相见，李平书和陈其美仅消除了部分隔阂，李平书保持中立，向陈其美表示商团以保民为旨，双方可以随时协商，避免互相侵犯。
在双方接触期间，驻扎南京的清朝陆军第九镇马标第一营管带李英石作为陆军第九镇革命派使者到上海活动。李英石是李平书的族侄，深受李平书信赖。李英石早年留学日本时，受孙中山革命思想影响，支持武装起义，来到上海后，接受了中国同盟会中部总会的建议，与叶惠钧等人向李平书宣传革命，说明陈其美加入青帮的缘故，还表示起义时商团仍由李平书或者李英石指挥，从而消除了李平书的戒心。
当时，商团部分领导人认为革命成败难料，为留有余地，决定让李平书在幕后决策，不出面参加起义。如起义失败，李平书可出来收拾局面。李英石则出任商团司令，叶惠钧作为李平书的代理人，协调商团的行动，保证李英石的指挥畅通。1911年10月31日晚，陈其美、钮永建、李平书、叶惠钧、李英石、吴馨、沈缦云等人在贞吉里李平书寓所召开秘密会议，决定“上海先动，苏杭应之”的方案。11月2日晚，在中国同盟会中部总会、上海商团公会、光复会上海支部的联席会议上，决定在11月3日下午4时在上海南市、宝山、闸北同时举行起义。
1911年11月3日上午，由于宝山和闸北的起义消息泄露，参加起义的军警及商团提前到上午10时起义，至同日晚，吴淞、闸北均光复。但在南市，下午5时许，陈其美率敢死队员进攻江南机器制造局失败，陈其美被俘。同时，商团总部获得上海道署总账房朱葆三的密报称：“ 上海道台刘燕翼已密电南京督署，谓上海革命党人起事，商团尽叛，两江总督已急命南京、松江两地清军向上海进击，并下令无论革命党人或商团团员，捕擒后立即就地正法。”
叶惠钧、沈缦云、王一亭等人随即举行紧急会议，商讨对策，大家认为必须尽快攻下清军在上海最后的据点江南机器制造局，乃推王一亭起草完成反攻令，由商团总司令李英石署名发出。出发之前，又由叶惠钧、沈缦云、王一亭痛哭誓师：“愿众于此千钧一发之际，抱破釜沉舟之志，即夕建功，则城中无数生灵，团员数千家属将保安全。”全体团员随即赴江南机器制造局，经过一夜战斗，次日凌晨攻占江南机器制造局。
上海光复，沪军都督府成立，陈其美出任都督，李平书、沈缦云、王一亭分任民政总长、财政总长、农工商务总长，李英石任军务部部长兼沪防军司令。叶惠钧被任命为参谋，负责地方防务。叶惠钧组织援宁联军总兵站，派商团将上海的工商界所筹的经费及军用物资押往南京，并且让商团团员组成战地服务干事团，随军服务。当时进攻南京的联军缺乏武器弹药，陈其美致信李平书、叶惠钧等人，向商团商借快枪500支。叶惠钧备齐500支快枪后，交给了陈其美。

### 护卫孙中山
1911年12月25日，孙中山乘轮船从国外抵达上海。沪军都督府派叶惠钧率领的商团承担护卫孙中山的任务。
孙中山抵达上海之前，商团原准备全副武装迎接，但遭租界当局阻挠。商团遂派出代表与租界当局会商，商团的谈判代表说：“孙中山先生为民党领袖，不可不予以武装保卫，如果租界当局强行阻止，民军将武装收回租界。”最后租界当局同意商团团员在衣襟内密藏短武器，列队到轮埠迎接孙中山。孙中山下轮船之后，由商团护送到虹口靶子路（今武进路）赵同记扆虹园，由商团日夜护卫。随后，孙中山赴南京，叶惠钧率商团随火车护送孙中山。
1912年1月，孙中山就任中华民国临时大总统，核心区的警卫队均是由商团团员组成。总统府内的机关公务，如会计、庶务、交通、卫生等等，均由商团团员任职，总统府印铸局局长则由镌刻业商团负责人底奇峰担任。叶惠钧在总统府既负责护卫孙中山，又是总统府的大管家，协调商团团员各司其职。总统府各工作部门相继成立之后，叶惠钧被任命为通阜司（铁道部的前身）司长。但叶惠钧无意做官，遂谢绝任职，率商团返回上海。此后，叶惠钧担任李平书的助手，出任上海江南机器制造局总稽查兼材料处处长、商团公会副会长。

### 二次革命之后
1912年3月20日，宋教仁在上海北站遇刺，很快身亡。4月18日，国民党在张园举办追悼宋教仁大会，逾万人到会。叶惠钧说：“今宋先生不死于革命未成之时，而死于共和成立之后，其中情形令人难以索解。今日诸君见宋君死事之惨，莫不伤心痛哭，但望诸君出此门，万勿忘宋君惨死之苦，须人人担负获凶党责任，俾死者得雪沉冤。”
1913年二次革命失败后，袁世凯下令通缉黄兴、陈其美、柏文蔚等人，并且要求上海租界协助。7月23日，上海租界当局取消孙中山、黄兴、岑春煊、李平书、叶惠钧、沈缦云、王一亭等人在上海租界的居留权。同时，袁世凯密令上海镇守使郑汝成解散上海商团，收缴商团的枪械，查究商团领袖。多数革命党人赴日本，叶惠钧则躲藏在上海租界内。
1914年7月，躲藏在租界的叶惠钧被人发现，密报上海镇守使郑汝成，郑汝成通令缉拿叶惠钧。叶惠钧无法继续在租界居留，经过同业长义豆行等的资助，秘密乘船离开上海赴大连，后来在升源油粮号坐庄，采购油粮。
1916年6月袁世凯病逝后，叶惠钧回到上海，担任上海市商会、上海县商会董事。1917年，上海正兴起禁鸦片运动，章太炎、叶惠钧等人发起举办中华国民禁烟大会，叶惠钧出席大会并发表演讲，要求政府废除收买存土（鸦片）合同，并通电各省一致争取。会后，叶惠钧被推举为北上请愿代表。
1919年，叶惠钧组织上海杂粮公会，被推举为会长。1920年，叶惠钧又被推举担任豆米业公会董事长。此后，连年军阀混战，叶惠钧除了担任上海华商杂粮油饼同业公会会长之职外，不再涉足政治。1925年五卅运动爆发，叶惠钧支持民众的反帝活动。1927年，叶惠钧任上海特别市参事会参事。后来，叶惠钧任上海商业整理委员会常委。1932年一·二八事变中，叶惠钧支持上海市民救国义勇军，反抗日本的侵略。
晚年，叶惠钧喜欢研究佛理。1932年7月15日，叶惠钧病逝。黄炎培赠挽联：

平生赴义奋不顾身，盖其天性大过人，更谢绝一分傥来，近市臣门清胜水。

时局于今危如累卵，信有民团堪救国，忍回忆廿年往事，揭竿戎服勇登坛。
高行镇各界为纪念叶惠钧在上海光复中立下的功绩，将叶惠钧诞生地的街名改为“惠康街”。

## 延伸阅读
[在维基数据编辑]
 《海上名人傳·葉惠鈞》，出自《海上名人傳》